# Отац Сту
Отац Сту (енгл. Father Stu) амерички је биографски филм из 2022. године. Режију и сценарио потписује Розалинд Рос, док је Марк Волберг у улози Стјуарта Лонга, боксера који је постао католички свештеник док живи са прогресивним поремећајем мишића.
Приказивање у биоскопима започело је 13. априла 2022. године, односно током хришћанске Велике седмице. Добио је помешане рецензије критичара и зарадио преко 20 милиона долара широм света.

## Радња
Бивши боксер после несреће која је срушила све његове снове у спорту проналази свој прави позив у помагању другима да нађу свој пут.

## Улоге
| Глумац       | Улога       |
| ------------ | ----------- |
| Марк Волберг | Сту Лонг    |
| Џеки Вивер   | Кетлин Лонг |
| Мел Гибсон   | Бил Лонг    |